# 337 a.C.

## Eventos
- Caio Sulpício Longo e Públio Élio Peto, cônsules romanos.
- Caio Cláudio Regilense nomeado ditador romano e escolhe Caio Cláudio Ortador como seu mestre da cavalaria. Ambos renunciam depois que os áugures determinam que a nomeação foi irregular.
- Filipe, o Grande, anuncia aos gregos que pretende invadir a Pérsia, para puni-los pela profanação dos tempos;[1] em um congresso em Corinto, Filipe é eleito supremo comandante das forças gregas.[2]
- Os romanos derrotam os latinos e campânios em batalha próxima de Suessa e anexam o território; Mânlio, o cônsul, recebe um triunfo por esta vitória.[3]
- Os plebeus passaram a poder ascender ao cargo de pretores em Roma.

## Mortes
- Timoleão de Corinto morre na Sicília, ele havia organizado Siracusa e os gregos da Sicília, e havia sido general por oito anos.[4]
- Ariobarzanes, após reinar por vinte e seis anos; ele foi sucedido por Mitrídates, que reinou por trinta e cinco.[3]